# Delahaye 134
O Delahaye 134 foi um sedã francês construído de 1933 até 1946 pela empresa Delahaye, este modelo foi baseado no desenho do Delahaye 135 de Jean François.
|  |